# Huwelijksvermogensrecht
Huwelijksvermogensrecht is het rechtsgebied dat de wettelijke bepalingen en rechtspraak bevat die de onderlinge rechten en verplichtingen vastleggen voor mensen die een huwelijk hebben gesloten of een geregistreerd partnerschap zijn aangegaan. Het regelt niet alleen de interne verhouding maar beïnvloedt ook veel andere rechtsverhoudingen zoals de positie tegenover schuldeisers, de relatie met de fiscus, borgstellingen, koopovereenkomsten en faillissement. De wettelijke regels zijn niet allemaal overzichtelijk in een afdeling van een wetboek ondergebracht maar staan verspreid in het Personen- en familierecht en enkele andere wetten.

## Nederland
Het Nederlands huwelijksvermogensrecht kende van oudsher de wettelijke gemeenschap van goederen die automatisch van kracht werd bij afsluiten van een huwelijk of geregistreerd partnerschap. Deze regeling was wereldwijd vrijwel uniek. Per 1 januari 2018 is deze regeling opgeheven en smelten de eigen vermogens van de partners niet meer van rechtswege samen op de dag dat men partners wordt op grond van huwelijk of geregistreerd partnerschap. Daarna is ieder der partners bestuursbevoegd ten aanzien van de goederen en het vermogen dat in de gemeenschap valt. In 2012 hebben ook andere wijzigingen plaatsgevonden, belangrijkste is de toevoeging van art. 1:87 BW dat de vermogensverhoudingen tussen twee echtgenoten regelt en de rechten die beide partners hebben bij scheiding, de vergoedingsrechten genoemd.
Binnen het Nederlands huwelijksvermogensrecht bestaan er verschillende rechten en plichten voor de partijen die door het huwelijk of geregistreerd partnerschap aan elkaar verbonden zijn. De hoofdregel is dat de partners elkaar bijstand geven, hulp verlenen en bijdragen in de kosten van de huishouding (art. 1:81 tot en met 1:84 BW).

### Kosten voor de huishouding
Een andere belangrijke regel is dat beide partijen in beginsel gerechtigd zijn om zelfstandig handelingen te verrichten als het gaat om de gewone gang van het huishouden. Daarbij is het ook toegestaan om schulden voor de ander aan te gaan. Het gaat dan niet om grote schulden als bijvoorbeeld ter financiering van een woning, maar voor de aanschaf van een bank of televisie of een bezoek aan een arts of specialist (art. 1:85 BW). Dit betekent dat een schuldeiser (crediteur) een schuld op beide partners kan verhalen, en wel voor de betaling van de gehele schuld. De schuld kan verhaald worden op zowel het gemeenschappelijk vermogen, als op het privévermogen van beide echtgenoten. In art. 1:81 BW is een algemene regel voor wat de kosten voor de huishouding zijn, daarbij moet gelet worden op de specifieke omstandigheden van het paar, zoals hun leefwijze en de financiële situatie. Wat mocht de crediteur ten tijde van het aangaan van de schuld begrijpen onder schulden ten behoeve van de huishouding.

### Vergoedingsrechten
Op 1 januari 2012 is art. 1:87 BW toegevoegd dat de vermogensverhoudingen tussen de partners echtgenoten regelt. Wanneer een echtgenoot of partner met het geld van de ander een investering doet of een schuld aflost en door deze handeling (daarna) winst maakt, gold voor 2012 het zogenaamde nominaliteitsbeginsel, door de wettelijke regeling en jurisprudentie. De echtgenoot van wie geld was gebruikt voor de investering of aflossing had bij scheiding recht op het geïnvesteerde bedrag, het nominale bedrag. Vanaf 2012 geldt de zogenaamde beleggingsleer, waarbij de partner van wie geld is gebruikt voor een investering, het nominale bedrag terug krijgt met daarbovenop de helft van de waardestijging of waardedaling die de belegging mogelijk heeft doorstaan. Het gebruikte bedrag moet dan wel afkomstig zijn uit het privévermogen van de betalende partner. Ging het om bijvoorbeeld een erfenis die in de huwelijksgemeenschap is gevloeid, geldt de regeling niet. De partner die het geld gebruikt voor een investering zal uiteindelijk het geld terug moeten betalen en is dus vergoedingsplichtig. Is het privévermogen van de ene partner door de ander  zonder toestemming gebruikt, dan deelt de partner niet in een eventueel verlies maar krijgt het gebruikte bedrag nominaal terug. De ander draagt de waardedaling alleen.
Zijn tweedehandsgoederen gekocht, wordt in beginsel bij scheiding en deling alleen het nominale bedrag vergoed. Bij goederen die gemakkelijk opraken wordt in de regel geen vergoeding berekend. Het te vergoeden bedrag mag geschat worden.

### Huwelijksgemeenschap
De regeling van het huwelijksvermogensrecht is per 1 januari 2018 ingrijpend veranderd, tot die datum vloeide al het privévermogen van de echtgenoten wat er voor het huwelijk was vanaf het ogenblik van voltrekking van het huwelijk door de ambtenaar van de burgerlijke stand samen in de wettelijke gemeenschap van goederen en tussen geregistreerde partners vanaf de registratie, voor zover zij daarvan niet voorafgaand aan het huwelijk of geregistreerd partnerschap bij huwelijkse voorwaarden van waren afgeweken. Door het huwelijk of de partnerregistratie werden alle bezittingen en schulden gemeenschappelijk, ook ondernemingsvermogen of een ontvangen schenking of erfenis, tenzij er een schenkingsakte of testament was met een uitsluitingsclausule, met enkele wettelijk geregelde uitzonderingen. Ook alles wat staande huwelijk en partnerschap werd verkregen vloeide automatisch in de gemeenschap.
De nieuwe wet wijzigde de situatie zo, dat het privévermogen dat vóór de huwelijkssluiting bestond niet meer in de wettelijke gemeenschap van goederen vloeit, het blijft privévermogen. Alles wat na sluiting van het huwelijk of geregistreerd partnerschap aan vermogen en schulden worden verworven, valt wel automatisch in de gemeenschap. De wettelijke regeling kan opzij worden geschoven met huwelijkse voorwaarden. De wijziging is niet van toepassing op tot en met 2017 gesloten huwelijken. Vloeit vermogen van een echtgenoot in de gemeenschap en is de ander daardoor voor de helft mede-eigenaar geworden, is geen sprake van een schenking en is geen schenkingsbelasting verschuldigd.

### Huwelijkse voorwaarden
Van de algemene regels van het huwelijksvermogensrecht kan door de (aanstaande) partners worden afgeweken door samen afspraken te maken en deze schriftelijk vast te leggen bij de notaris, van oudsher de huwelijkse voorwaarden genoemd. De notaris gebruikt daarvoor standaardmodellen, zoals de beperkte gemeenschap, of het Amsterdams verrekenbeding, maar men kan ook precies die afspraken maken die men wenst. Er kan ook worden afgesproken dat er de beide privévermogens wel samenvloeien bij huwelijkssluiting. Vanaf 2012 is art. 1:119 BW vervallen, zodat geen goedkeuring van de rechtbank meer nodig is van huwelijkse voorwaarden die tijdens het huwelijk worden gemaakt of gewijzigd.

## België
In België hebben echtgenoten de keuze of ze zelf een stelsel voor hun eigen en gezamenlijk vermogen uitwerken of niet. Doen de partners niets, geldt bij aangaan van een huwelijk automatisch het wettelijk stelsel, dat kan tijdens het huwelijk worden aangepast. Om een vermogensstelsel vast te leggen of te wijzigen, is een huwelijksovereenkomst nodig die in een akte van de notaris wordt vastgelegd.
Het wettelijk stelsel houdt in dat er een scheiding van goederen is wanneer twee personen trouwen, elke partner behoudt zijn of haar eigen vermogen dat er was voor het huwelijk en er tijdens het huwelijk bij komt of vanaf gaat. Er bestaat geen gezamenlijk vermogen, behalve als sprake is van een gezamenlijke aankoop, dan ontstaat voor dat vermogensonderdeel een onverdeelde gemeenschap. Zowel de inkomsten van elk van beide echtgenoten, als de schulden, blijven gescheiden en vallen in het eigen vermogen. Ieder der echtgenoten voert zelf beheer over het eigen vermogen en heeft als enige de zeggenschap daarover.
Besteedt een van de partners veel meer tijd aan opvoeding van kinderen, verzorging van familie en het voeren van de huishouding dan de ander, en wordt daarom minder tijd besteed aan het genereren van eigen inkomen, vindt geen compensatie van gederfde inkomsten plaats.

## Regelgeving EU
Er is een Europese verordening die regels geeft voor het toepasselijk recht bij huwelijken met een internationaal aspect: de Europese verordening 2016/1103 van 24 juni 2016 tot uitvoering van de nauwere samenwerking op het gebied van de bevoegdheid, het toepasselijke recht en de erkenning en tenuitvoerlegging van beslissingen op het gebied van huwelijksvermogensstelsels. Op huwelijken gesloten vóór 29 januari 2019 zijn de nationale regels van internationaal privaatrecht van de lidstaten van toepassing, daarna gelden de regels uit de EU-Verordening. De verordening geeft partners ook het recht bij bestaan van een keuzemogelijkheid overeen te komen, welk rechtsstelsel van toepassing zal zijn bij een conflict, scheiding of overlijden.